# Episodi di Incastrati (prima stagione)
La prima stagione della serie televisiva Incastrati, composta da sei episodi, è stata distribuita sul servizio di streaming Netflix il 1º gennaio 2022 e trasmessa in chiaro su Canale 5 il 7 e l'8 dicembre 2022.
| nº | Titolo     | Pubblicazione   |
| -- | ---------- | --------------- |
| 1  | Episodio 1 | 1º gennaio 2022 |
| 2  | Episodio 2 | 1º gennaio 2022 |
| 3  | Episodio 3 | 1º gennaio 2022 |
| 4  | Episodio 4 | 1º gennaio 2022 |
| 5  | Episodio 5 | 1º gennaio 2022 |
| 6  | Episodio 6 | 1º gennaio 2022 |

## Episodio 1
- Diretto da: Salvatore Ficarra e Valentino Picone
- Scritto da: Salvatore Ficarra, Valentino Picone, Fabrizio Testini, Leonardo Fasoli e Maddalena Ravagli

### Trama
Salvo e Valentino si recano a casa del signor Alberto Gambino per un guasto alla televisione, la porta è aperta quindi entrano e iniziano a lavorare. Dopo alcuni minuti trovano il proprietario di casa morto nel bagno, dato che nessuno li ha visti entrare cercano di pulire le loro tracce e lasciare il posto ma degli operai sul pianerottolo li trattengono. Nel mentre in una telefonata con sua madre, Valentino mente sostenendo di essere stato chiamato per un lavoro a Castel Monte, poi una telefonata di Ester, moglie di Salvo e sorella di Valentino, alla segreteria di Gambino rivela che ne è l'amante.
- Ascolti: telespettatori 3 549 000 – share del 20,30%[3].

## Episodio 2
- Diretto da: Salvatore Ficarra e Valentino Picone
- Scritto da: Salvatore Ficarra, Valentino Picone, Fabrizio Testini, Leonardo Fasoli e Maddalena Ravagli

### Trama
Quando Salvo e Valentino cercano di lasciare l'appartamento, una coppia di predicatori cristiani si presenta alla porta e Valentino finge di essere Gambino. I due lasciano l'edificio ma vengono visti da dei bambini sulle scale e una volta in strada Ester li vede risalire sul loro furgone, su cui è stata lasciata una multa per divieto di sosta. La coppia di tecnici raggiunge Castel Monte per comprare dei dolci come alibi. La sera stessa, alla rimpatriata di compagni di classe Valentino rivede Agata e Salvo si ubriaca. Una pattuglia della polizia fa irruzione nel locale.
- Ascolti: telespettatori 3 549 000 – share del 20,30%[3].

## Episodio 3
- Diretto da: Salvatore Ficarra e Valentino Picone
- Scritto da: Salvatore Ficarra, Valentino Picone, Fabrizio Testini, Leonardo Fasoli e Maddalena Ravagli

### Trama
Gli agenti informano Agata, vicequestore, di un omicidio ed Ester sviene sentendo dire che il suo amante è stato ucciso. Ester ammette a sua madre di aver avuto un amante ma questa sospetta che Salvo l'abbia picchiata, Ester invece crede che ad aver ucciso Gambino siano proprio Valentino e Salvo. Per farsi cancellare la multa del giorno prima, i due tecnici si recano negli uffici comunali. Una volta usciti, Valentino riceve una telefonata da parte di Agata ma un gruppo di uomini li sequestra. Un dipendente comunale conferma che erano sul posto dell'omicidio e i predicatori cristiani continuano a confondere Valentino per Gambino. I due tecnici vengono quindi portati dal capo mafioso Padre Santissimo.
- Ascolti: telespettatori 3 549 000 – share del 20,30%[3].

## Episodio 4
- Diretto da: Salvatore Ficarra e Valentino Picone
- Scritto da: Salvatore Ficarra, Valentino Picone, Fabrizio Testini, Leonardo Fasoli e Maddalena Ravagli

### Trama
Per avere salva la vita, Salvo e Valentino mentono ai mafiosi sostenendo di aver ucciso loro Gambino, vengono quindi incaricati di eliminare Ester e di ottenere informazioni da Agata. A cena Valentino usa un telefonino per far sentire ai mafiosi la conversazione con Agata, ma riesce a origliare informazioni riguardo a un computer portatile quando il telefonino è lontano. Ester trova la pistola che Salvo ha avuto dai mafiosi e lo affronta. Quando Valentino arriva a casa di Salvo ed Ester, sente rumore di spari, vogliono inscenare la morte della donna e la portano sul furgone. Valentino informa Cosa inutile del portatile e viene obbligato a continuare a tenerli informati sulle informazioni che Agata conosce riguardo Gambino. I due tecnici portano Ester al convento di Castel Monte per tenerla nascosta. Il giorno seguente la madre di Ester e Valentino pensa che Salvo abbia ucciso sua moglie, Salvo e Valentino accompagnano Agata fino alla questura, lì i bambini incontrati il giorno dell'omicidio sulle scale riconoscono i due tecnici e per questo vengono fermati dalla polizia.
- Ascolti: telespettatori 3 506 000 – share 19,60%[4].

## Episodio 5
- Diretto da: Salvatore Ficarra e Valentino Picone
- Scritto da: Salvatore Ficarra, Valentino Picone, Fabrizio Testini, Leonardo Fasoli e Maddalena Ravagli

### Trama
Salvo e Valentino confessano ma non vengono creduti, vengono coinvolti in un piano per incastrare Padre Santissimo dato che lo hanno già incontrato. Ester, scortata dalla polizia, telefona a sua madre e la convince a invitare a cena Salvo, lì con il cellulare dei mafiosi Agata fornisce informazioni false per insospettire Padre Santissimo. Valentino e Agata continuano a frequentarsi portando il cellulare spia dei mafiosi e parlando di un informatore inesistente. Padre Santissimo manda Cosa inutile a prendere i due tecnici.
- Ascolti: telespettatori 3 506 000 – share 19,60%[4].

## Episodio 6
- Diretto da: Salvatore Ficarra e Valentino Picone
- Scritto da: Salvatore Ficarra, Valentino Picone, Fabrizio Testini, Leonardo Fasoli e Maddalena Ravagli

### Trama
Salvo e Valentino nascondono più segnalatori GPS e gli agenti della polizia li seguono. Dopo varie tappe i due tecnici arrivano da Padre Santissimo, che scoprono essere il portiere del palazzo di Gambino; il capo mafioso ha capito che non c'è nessun infiltrato nella sua organizzazione. Cosa inutile trova Ester nel convento e la porta subito da Padre Santissimo, in quel momento Salvo e Valentino stanno per essere giustiziati ma gli agenti, seguendo Cosa inutile, arrivano sul posto e riescono ad arrestare alcuni dei criminali, Cosa inutile e Padre Santissimo invece fuggono. Tempo dopo Valentino e Agata stanno per trasferirsi insieme mentre Salvo ha lasciato Ester, i due tecnici col loro furgone investono un uomo per strada che scoprono essere proprio Padre Santissimo, subito dopo giunge anche Cosa inutile che punta una pistola contro di loro.
- Ascolti: telespettatori 3 506 000 – share 19,60%[4].